# Élections générales espagnoles de 2023 dans la région de Murcie
Les élections générales espagnoles de 2023 (en espagnol : Elecciones generales de España de 2023) se tiennent le dimanche 23 juillet 2023 afin d'élire les 350 députés et 208 des 266 sénateurs de la XVe législature des Cortes Generales. 10 députés sont élus en Murcie.

## Résultats
| Parti                  | Parti                                                   | Voix      | %     | +/-   | Sièges | +/-           |  |
| ---------------------- | ------------------------------------------------------- | --------- | ----- | ----- | ------ | ------------- |  |
|                        | Parti populaire (PP)                                    | 307 972   | 41,18 | 14,67 | 4      | 1             |  |
|                        | Parti socialiste ouvrier espagnol (PSOE)                | 189 210   | 25,30 | 0,42  | 3      | en stagnation |  |
|                        | Vox                                                     | 163 124   | 21,81 | 6,14  | 2      | 1             |  |
|                        | Sumar                                                   | 71 578    | 9,57  | 1,19  | 1      | en stagnation |  |
|                        | Parti animaliste contre la maltraitance animale (PACMA) | 5 063     | 0,68  | 0,30  | 0      | en stagnation |  |
|                        | Pour ma région (PMR)                                    | 1 698     | 0,23  | 0,10  | 0      | en stagnation |  |
|                        | Sièges en blanc (EB)                                    | 1 377     | 0,18  | Abs.  | 0      | en stagnation |  |
|                        | Front ouvrier (FO)                                      | 1 201     | 0,16  | Nv.   | 0      | en stagnation |  |
|                        | Autres partis                                           | 1 540     | 0,20  | -     | 0      | -             |  |
|                        | Vote blanc                                              | 5 034     | 0,67  | 0,06  |        |               |  |
|                        |                                                         |           |       |       |        |               |  |
| Suffrages exprimés     | Suffrages exprimés                                      | 747 797   | 99,01 |       |        |               |  |
| Votes nuls             | Votes nuls                                              | 7 458     | 0,99  |       |        |               |  |
| Total                  | Total                                                   | 755 255   | 100   | -     | 10     | en stagnation |  |
| Abstention             | Abstention                                              | 344 448   | 31,32 |       |        |               |  |
| Inscrits/Participation | Inscrits/Participation                                  | 1 099 703 | 68,68 |       |        |               |  |